# Wielkie Jamy

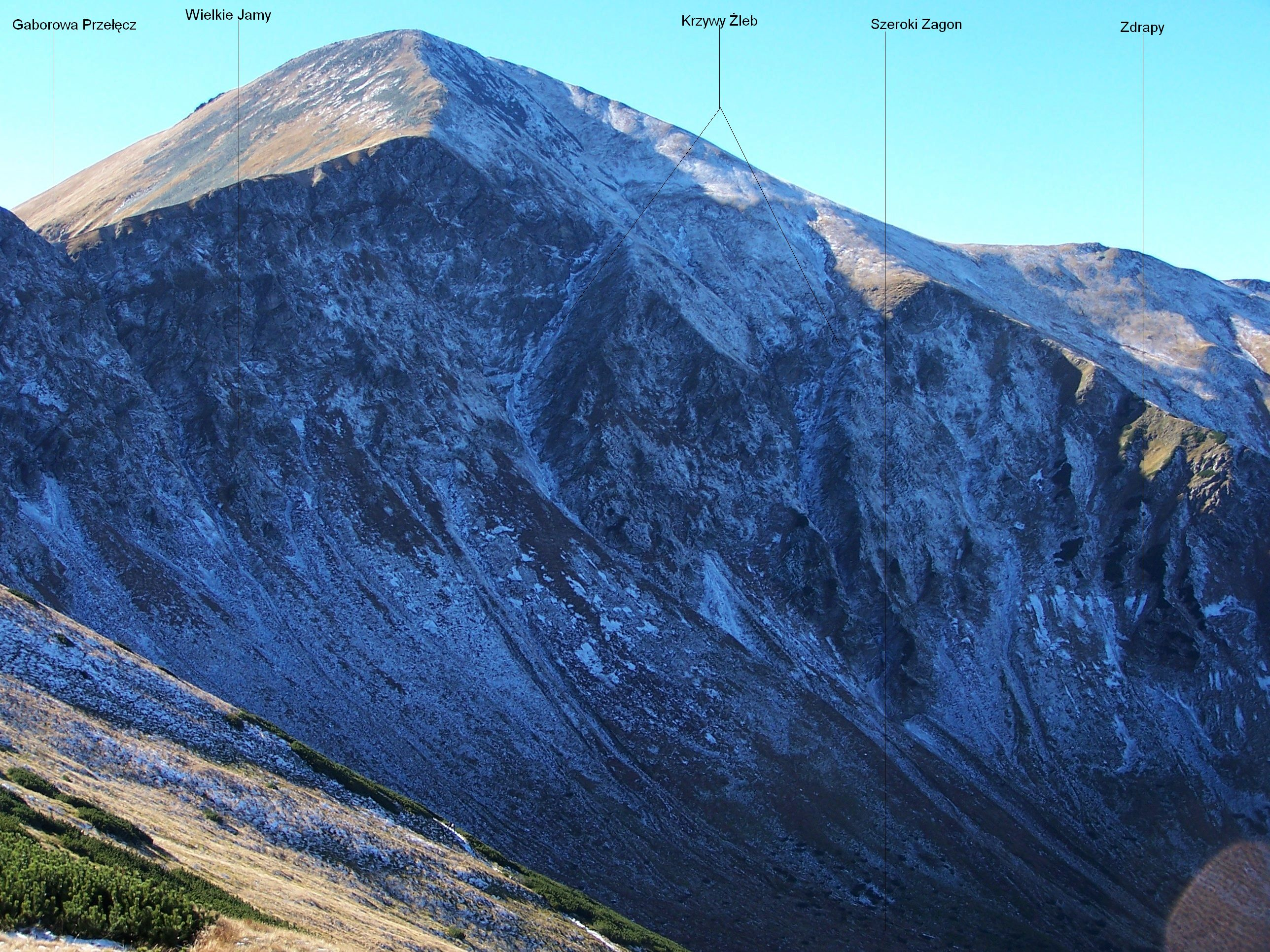
Widok z Siwych Turni

Wielkie Jamy – ściana podcinająca od północy grań główną Tatr Zachodnich na odcinku od Siwego Zwornika przez Gaborową Przełęcz po Krzywy Żleb w Starorobociańskim Wierchu. Ściana ta stanowi południowe ograniczenie Doliny Starorobociańskiej. Jest skalisto-trawiasta, zbudowana ze skał metamorficznych – granitoidów migmatycznych. Ma wysokość około 400 m. U jej podnóży znajduje się wielkie piarżysko o nazwie Zagony.